# Sophie de Wurtemberg
Pour l’article homonyme, voir Sophie de Wurtemberg (1563-1590).
Titres
Reine consort des Pays-Bas
7 mars 1849 – 3 juin 1877
(28 ans, 2 mois et 27 jours)
Grande-duchesse consort de Luxembourg
7 mars 1849 – 3 juin 1877
(28 ans, 2 mois et 27 jours)
Duchesse consort de Limbourg
7 mars 1849 – 11 mai 1867
(18 ans, 2 mois et 4 jours)
Sophie Frédérique Mathilde de Wurtemberg, princesse d'Orange puis reine consort des Pays-Bas, est née à Stuttgart le 17 juin 1818 et morte au Huis ten Bosch (La Haye) le 3 juin 1877.

## Famille
Fille de Guillaume Ier de Wurtemberg et de Catherine Pavlovna de Russie.
Le 18 juin 1839 Sophie de Wurtemberg épousa à Stuttgart son cousin le prince d'Orange, futur Guillaume III des Pays-Bas, (1817-1890), (fils de Guillaume II des Pays-Bas et d'Anna Pavlovna de Russie).
De cette union naquirent :
- Guillaume des Pays-Bas (1840-1879) ;
- Maurice d'Orange Nassau (1843-1850) ;
- Alexandre d'Orange-Nassau (1851-1884).

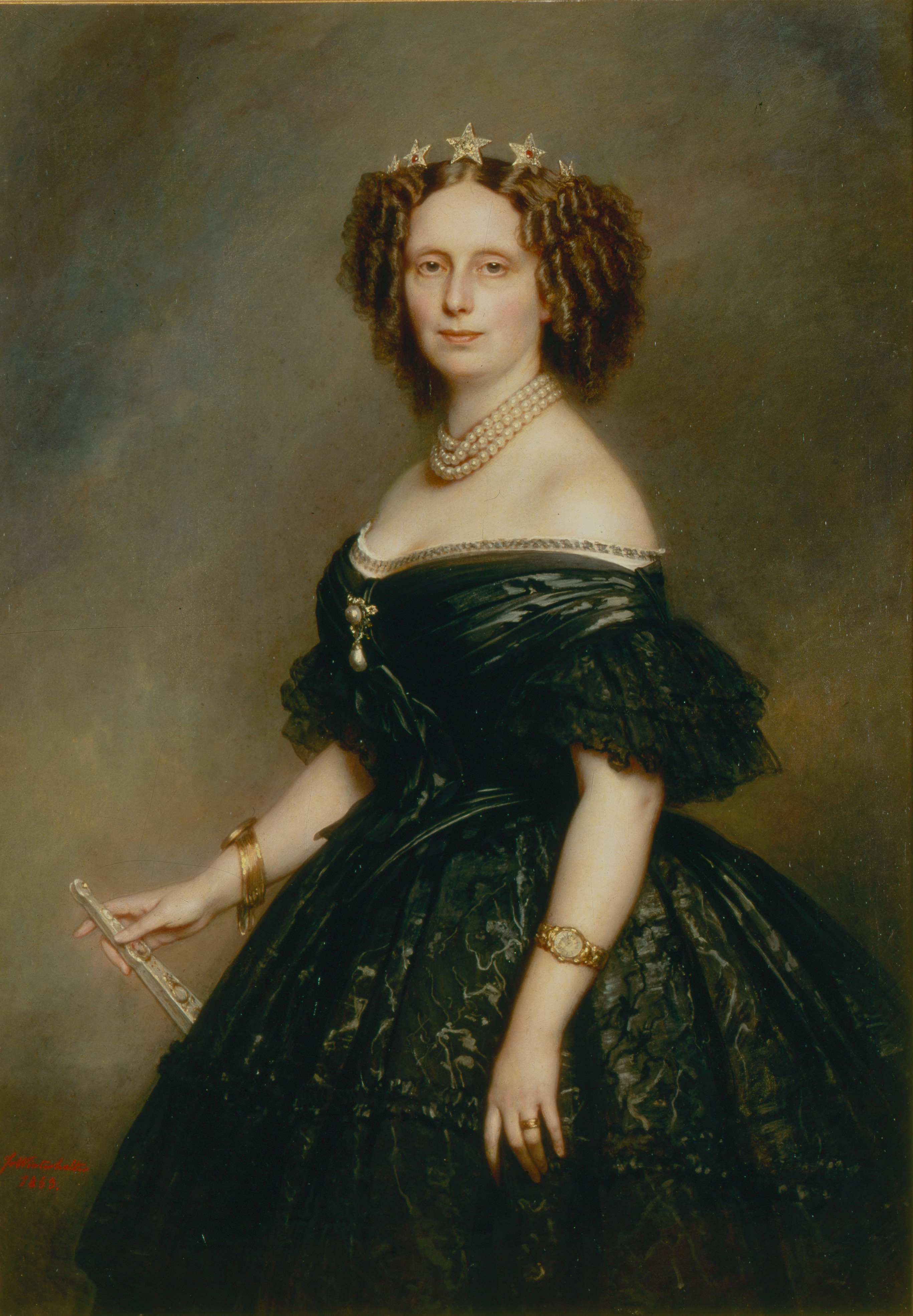
La reine Sophie (Winterhalter,1861).

## Biographie

### Une princesse orpheline mais recherchée
Sa mère étant décédée peu après sa naissance, en 1819, Sophie de Wurtemberg fut confiée à sa tante, la princesse Catherine de Wurtemberg, épouse de Jérôme Bonaparte.
Nièce des tsars Alexandre Ier et Nicolas Ier de Russie, Sophie de Wurtemberg eut plusieurs prétendants avant son union avec le prince héritier Guillaume d'Orange. Othon Ier de Grèce et le duc Guillaume VIII de Brunswick furent de ceux-là.
Le roi Guillaume Ier de Wurtemberg refusa la main de sa fille à Othon Ier de Grèce, il n'accorda pas sa confiance à une monarchie nouvellement créée. Quant à Guillaume VIII de Brunswick, la demande en mariage ne put se faire, une rumeur circulant sur les fiançailles de la princesse Sophie.

### Un mariage calamiteux

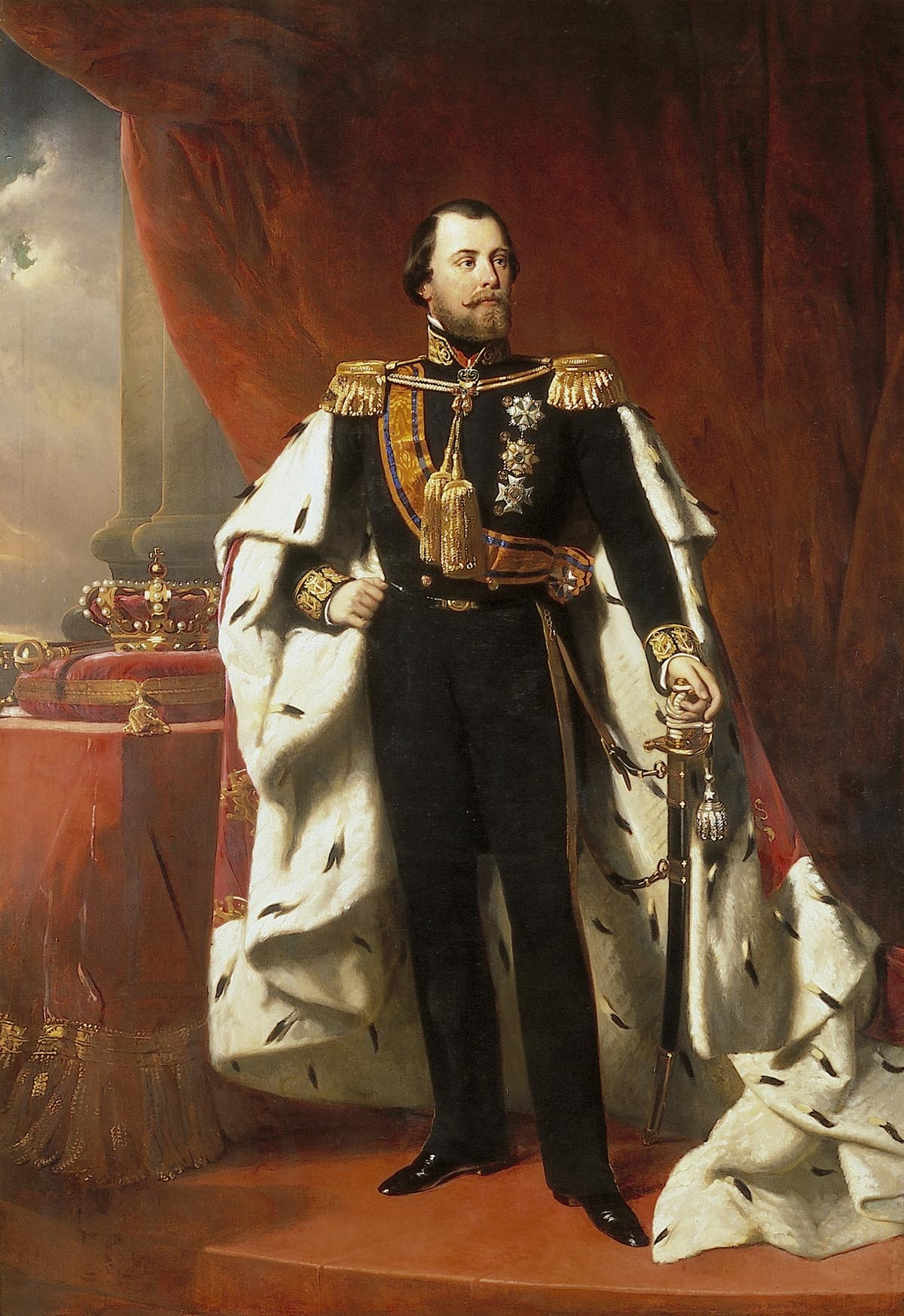
Le roi en 1856, un débauché ultra-conservateur et violent.

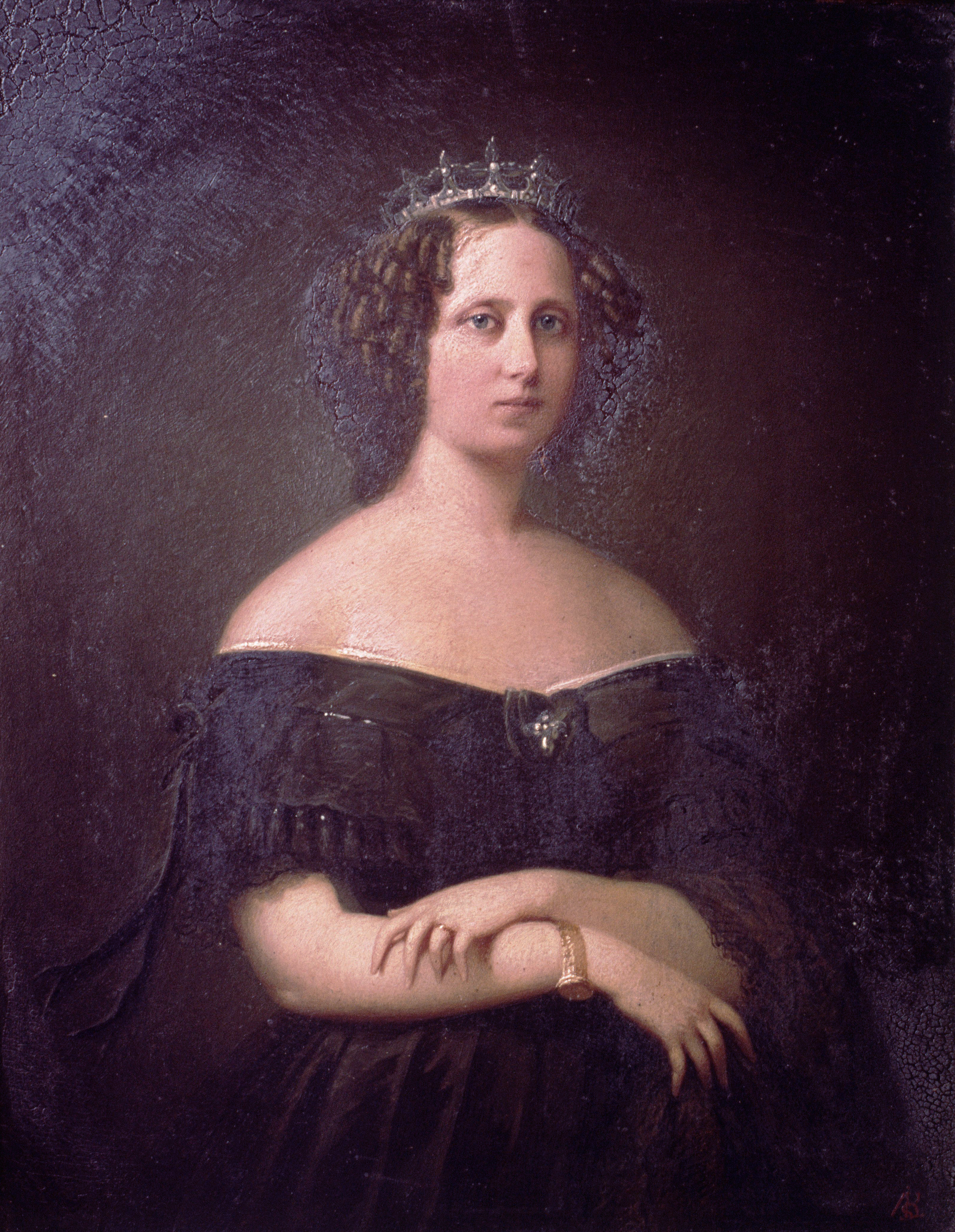
La reine Sophie des Bays-Bas (1850), une femme épuisée par sa vie de couple.

En effet, Sophie avait rencontré son cousin, le prince Guillaume d'Orange-Nassau, petit-fils et second en ligne successorale du roi Guillaume Ier des Pays-Bas.
Les pères des jeunes gens avaient envisagé de les marier. Si le prince Guillaume se sentit attiré par sa cousine, il n'en fut pas de même pour Sophie qui méprisait ce jeune homme arrogant et capricieux. La reine Anne des Pays-Bas, mère du prince, était également opposée au projet de son mari et de son beau-frère. Fille du tsar de Russie, elle avait été élevée dans la religion orthodoxe qui condamne le mariage entre cousins au premier degré. Le mariage eut cependant lieu l'année suivante.
Le 18 septembre 1839, Sophie épousa son cousin utérin, Guillaume, prince héritier des Pays-Bas, ce fut une union malheureuse et la mère de Guillaume III des Pays-Bas, Anna Pavlovna de Russie qui avait une forte influence sur son fils, traita sa bru et nièce avec dédain.
L'année suivante, le roi Guillaume Ier des Pays-Bas, grand-père du fiancé, abdiqua. Il n'admettait pas que le Traité de Londres ait ratifié l'indépendance de la Belgique; veuf depuis deux ans, il désirait aussi épouser une dame... Belge ! Son fils monta sur le trône sous le nom de Guillaume II des Pays-Bas et le mari de Sophie, devenu héritier du trône, porta le tire de Prince d'Orange.
Intelligemment, le roi Guillaume II prévint les mouvements révolutionnaires qui agitaient l'Europe en octroyant à ses sujets une constitution libérale. Il mourut en 1849 et Guillaume accéda au trône sous le nom de Guillaume III des Pays-Bas.

### Une femme bafouée et maltraitée
Guillaume était un jeune homme colérique, cyclothymique et violent. D'une sensualité débridée, il se livrait sans retenue à la débauche à l'instar de ses cousins Romanov. Militariste et ultra-conservateur, il interdit toute forme de vie culturelle dans ses palais, tenta de limiter l'application de la constitution octroyée par son père et soutint les ministères opposés à la chambre basse. Dans une lettre à Sophie, la reine Victoria Ire du Royaume-Uni traita Guillaume de « paysan sans éducation ».
Peu sensuelle, Sophie souffrit des mauvais traitements de son mari qui n'hésita pas lors d'une scène de ménage à la frapper avec sa cravache.
Peu après l’avènement de Guillaume, leur second fils, Maurice âgé de sept ans, fut atteint de méningite. La reine préconisa d'appeler en renfort d'autres médecins que ceux de la cour, le roi refusa. Le petit prince mourut et Sophie, meurtrie et révoltée, se réfugia en Wurtemberg. Sa famille la convainquit de remplir ses devoirs et de retrouver son mari. De cette réconciliation temporaire naquit le prince Alexandre des Pays-Bas.

### Une intellectuelle reconnue

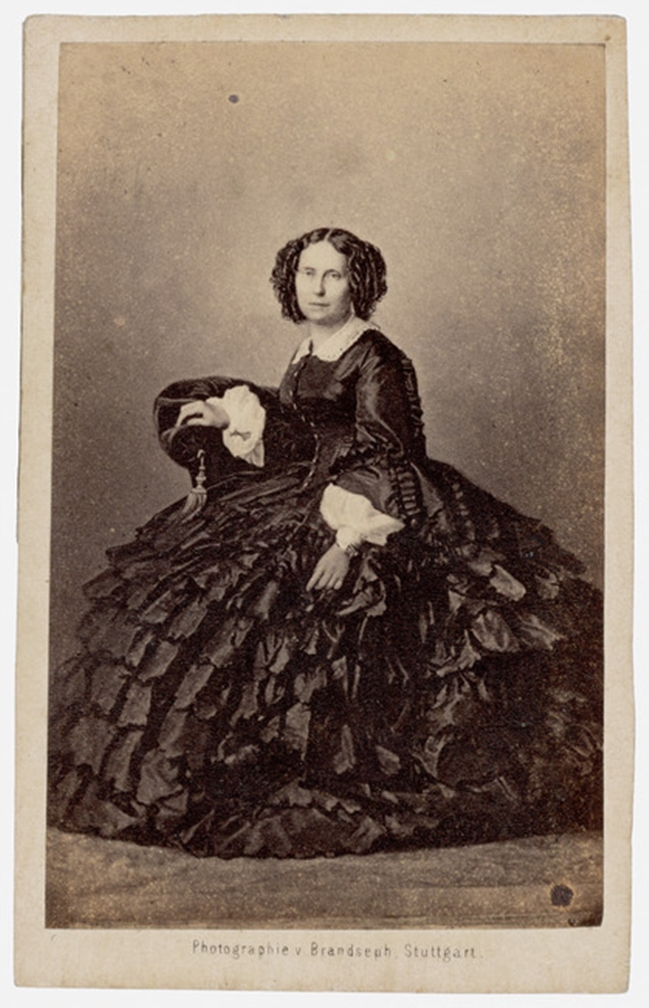
La reine Sophie vers 1855.

Sophie était largement supérieure à son époux sur le plan intellectuel.
La reine correspondait naturellement avec les membres de sa famille, de son milieu et les chefs d'État européens. Elle entretint notamment des liens chaleureux avec l'empereur des Français Napoléon III et la reine Victoria Ire du Royaume-Uni.
Elle eut aussi de riches échanges épistolaires avec plusieurs universitaires tels le juriste Johan Rudolf Thorbecke, père de la constitution néerlandaise et plusieurs fois premier ministre dont les idées libérales déplaisaient bien évidemment au roi, l'historien Allemand Leopold von Ranke, l'archéologue Heinrich Schliemann où l'homme politique Français Adolphe Thiers.
Elle protégea et stimula les arts et protégea notamment les peintres Nicolaas Pieneman et Johan Barthold Jongkind. Elle soutint plusieurs associations caritatives y compris la protection des animaux et la création de parcs afin de favoriser la salubrité publique.
La reine écrivit des articles qui furent publiés dans la prestigieuse "Revue des deux Mondes".
Il est vrai qu'en se mariant selon son rang et par sens du devoir mais sans affection ni estime pour son futur conjoint, Sophie pensait pouvoir dominer son époux. Publiquement, elle fit connaître ses idées libérales et son sentiment concernant l'inaptitude de Guillaume à régner, déclarant faire mieux que lui comme régente ce qui causa un immense scandale. Par ailleurs, elle tenta de se séparer de son mari, le gouvernement s'opposa à un tel projet. Aussi passa-t-elle beaucoup de temps dans sa famille à Stuttgart. À partir de 1855, le couple vécut séparément, le roi au Palais Het Loo, la reine à Huis ten Bosch.
La reine emmena avec elle son fils cadet le prince Alexandre 4 ans, qu'elle éleva selon ses propres principes et en fit un homme cultivé. L'aîné, 15 ans, qui était resté avec son père, devint comme lui un débauché notoire.

### Des enfants difficiles

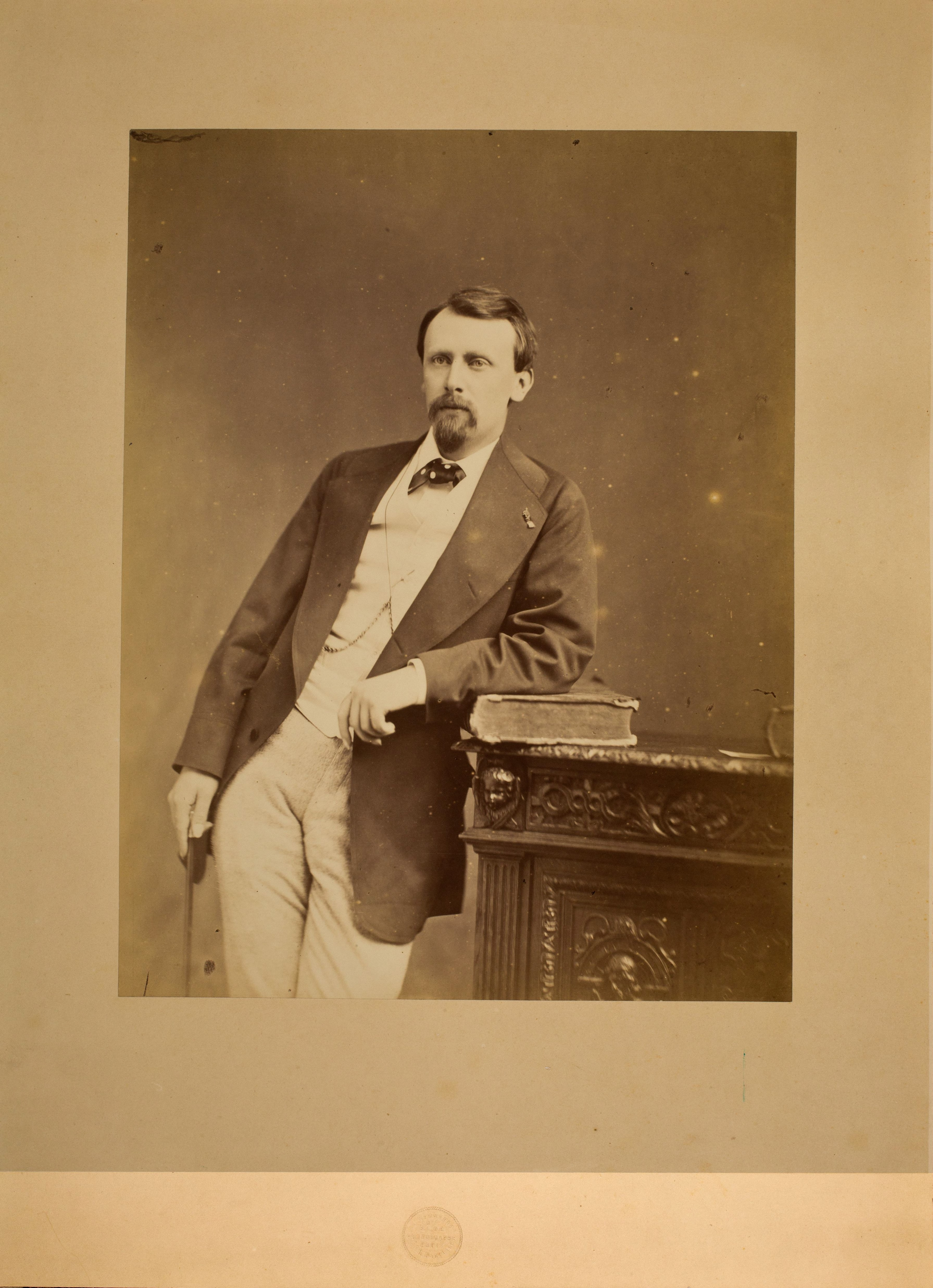
Le prince royal Guillaume vers 1873.

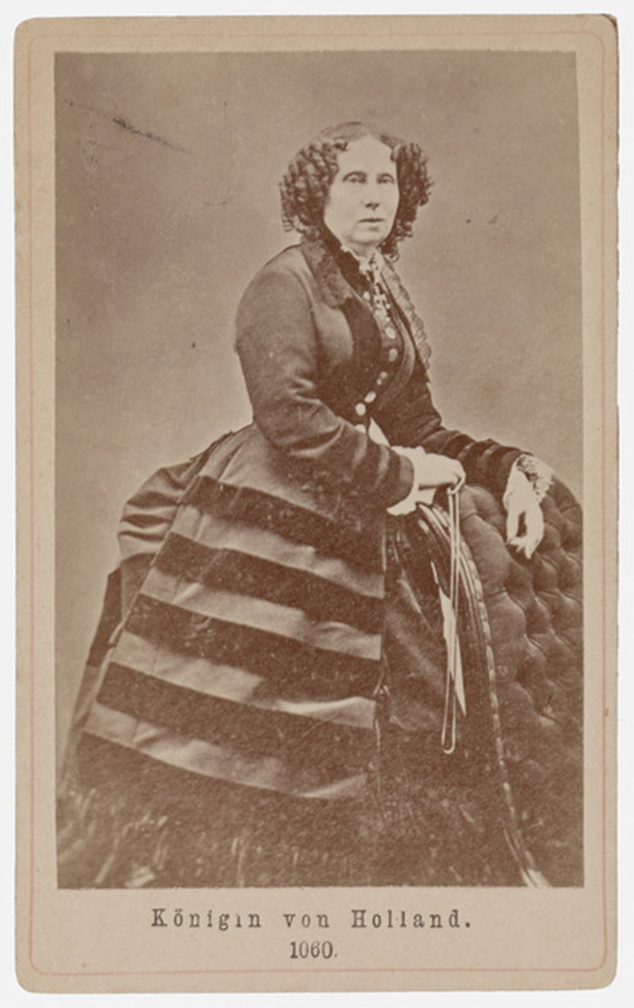
La reine Sophie au début des années 1870.

Les fils issus de ce mariage ne pouvaient devenir des hommes équilibrés.
Sophie et Guillaume III tentèrent de marier leur fils aîné à Alice du Royaume-Uni puis à Maria Alexandrovna de Russie mais la mauvaise réputation du jeune prince (qui avait comme son père un lourd penchant pour la débauche) firent échouer les négociations.
En revanche, le roi et la reine, pour une fois d'accord, s'opposèrent au mariage du prince héritier avec une jeune fille dont il était tombé amoureux : Mathilde de Limburg-Stirum (nl). Bien que le parlement ait donné son accord et voté des subsides, le couple royal prétexta que la demoiselle n'était pas issue d'une famille régnante pour refuser son autorisation à leur fils.
Cependant, âgé de 34 ans, le prince était majeur et fort de l'accord du parlement, voulut outrepasser l'opinion de ses parents. Il demanda la main de Mathilde à ses parents. Ceux-ci également refusèrent de donner leur fille au prince.
En fait, le roi ayant été l'amant de la comtesse de Limburg-Stirum au moment de la naissance de Mathilde, la rumeur courait que Mathilde était une fille adultérine du roi et donc la demi-sœur du prince héritier.
Outré, le prince Guillaume voulut se passer de l'autorisation parentale et quitta les Pays-Bas pour Paris où il vécut ouvertement avec une chanteuse de cabaret et ruina sa santé dans une vie de débauche. À Paris, il était connu sous le surnom de "Prince Citron" auprès des prostituées et des viveurs - allusion à son titre de Prince d'Orange - car ayant mauvais caractère il avait le coup de poing facile, battait les filles et surtout était d'une avarice bien connue. Selon les rumeurs de l'époque, il mourut d'une maladie vénérienne car non seulement il fréquentait les maisons closes, mais même les "filles des rues"... Il mourut à 39 ans peu après sa mère.
Le second fils était mort de maladie à l'âge de 7 ans; le roi ayant refusé de faire appel à des médecins soutenus par la reine.
Le troisième, très attaché à sa mère mais de constitution maladive, se réfugiait dans ses livres. Il ne se remit jamais de la mort de la reine, soutient son frère durant son agonie à Paris et s'enferma dans son palais; devenu prince héritier, le remariage de son père l'offusqua profondément et il rompit toute relation avec lui. De santé fragile, il se laissa mourir à l'âge de 33 ans en 1884.
Aucun des trois ne se maria.

### Une mort libératrice
Sophie de Wurtemberg mourut le 3 juin 1877 à Huis ten Bosch près de La Haye. Elle avait 59 ans.
Selon ses dernières volontés, elle fut inhumée dans sa robe de mariée, déclarant qu'elle avait cessé de vivre le jour de son mariage.
Elle fut inhumée en la nouvelle église de Delft.